# Борки (Узункольский район)
Борки (каз. Борки) — бывшее село в Узункольском районе Костанайской области Казахстана. В 2014 году включено в состав села Красный Борок. Входило в состав Петропавловского сельского округа. Код КАТО — 396649200.
В 2 км к северо-западу от села находится озеро Большое Горькое.

## Население
В 1999 году население села составляло 90 человек (41 мужчина и 49 женщин). По данным переписи 2009 года, в селе проживал 61 человек (30 мужчин и 31 женщина).